# Kruhînîci, Lokaci
Kruhînîci (în ucraineană Крухиничі) este o comună în raionul Lokaci, regiunea Volînia, Ucraina, formată numai din satul de reședință.

## Demografie
Componența lingvistică a satului Kruhînîci
     Ucraineană (99,44%)
     Alte limbi (0,56%)
Conform recensământului din 2001, majoritatea populației satului Kruhînîci era vorbitoare de ucraineană (99,44%), existând în minoritate și vorbitori de alte limbi.